# KXM
KXM ist ein 2013 in Los Angeles, Kalifornien gegründetes US-amerikanisches Hard-Rock-Powertrio. Die Supergroup besteht aus Schlagzeuger Ray Luzier (u. a. Korn), Bassist und Sänger Doug Pinnick (u. a. King’s X) und Gitarrist George Lynch (u. a. Dokken, Lynch Mob).
Der Bandname ist von den Hauptbands der einzelnen Mitglieder abgeleitet: K für Korn, X von King’s X und M aus Lynch Mob.

## Geschichte
Die Bandmitglieder lernten sich 2013 auf einer Feier anlässlich des ersten Geburtstags von Luziers Sohn kennen. Luzier zeigte Pinnick und Lynch sein Heimstudio und Lynch schlug spontan vor, gemeinsam Musik zu machen.
Das selbstbenannte Debütalbum der Band spiegelt das Ergebnis verschiedener Jam-Sessions wider. Es wurde innerhalb von zehn Tagen eingespielt, im März 2014 über Rat Pak Records veröffentlicht und stieg auf Platz 31 der US-Albumcharts Billboard 200 ein. Ein zweites Album mit dem Titel Scatterbrain erschien 2017 ebenso über Rat Pak. Im Jahr 2019 folgte das Drittwerk Circle of Dolls, das in Europa von Frontiers Music vertrieben wird.

## Stil
Das deutsche Musikportal Allschools hielt das Debüt der Band für „eine interessante Mischung aus progressivem Rock, Soul Gesang und ein paar Anleihen aus dem frühen Heavy Metal“.
Wiederholt werden von Musikkritikern Parallelen zur Musik von Led Zeppelin gezogen, aber auch Grunge-Anleihen seien immer wieder zu vernehmen.
Matthias Weckmann vom deutschen Metal Hammer zog 2019 Vergleiche zu Soundgarden, „diverse Riffs verkörpern metallischen Zug, und bei der Präsentation von Pinnick merkt man wieder mal, warum King’s X zu den größten Einflüssen von Alice in Chains zählen. Dazu gesellen sich jazzige Spielereien, hohe Musikalität, alternative Trips und eine ebenso druckvolle wie transparente Produktion […]. Wenn dieses Album für etwas steht, dann für drei Freigeister, die den Hörer auf eine ereignis- sowie wendungsreiche, nicht immer einfach nachzuvollziehende Reise einladen.“

## Diskografie

### Alben
- 2014: KXM
- 2017: Scatterbrain
- 2019: Circle of Dolls

### Singles
- 2014: Rescue Me
- 2014: Gun Fight
- 2014: Faith Is a Room
- 2017: Scatterbrain
- 2017: Breakout
- 2017: Noises in the Sky
- 2019: War of Words
- 2019: Lightning
- 2019: Time Flies